# Liste dystopischer Filme
Dies ist eine Liste von Kino- und Fernsehfilmen, die dem Genre Dystopie (auch Anti-Utopie genannt) zugeordnet werden.
Eine Dystopie ist die Vision einer Gesellschaft, die sich im Gegensatz zu einer Eutopie (oft gleichgesetzt mit Utopie) negativ entwickelt hat. In Dystopien werden häufig Staaten dargestellt, die von Armut, Diktatur, Gewalt, Krankheit, Hunger oder extremer Umweltverschmutzung geprägt sind und in denen das Leben vom durchschnittlichen Individuum im Vergleich zu heute als sehr schlecht empfunden werden muss. Typische Dystopien zeigen oft Staaten oder Gesellschaften, in denen die Regierung versucht, weitgehende Kontrolle über das freie Denken, die Freiheit von Informationen und allgemein die Lebensweise ihrer Bürger zu erlangen. Andere Dystopien beschäftigen sich mit Themen wie systematischer Diskriminierung, Genetik, Fruchtbarkeit, Intelligenz oder Alter, um nur einige Beispiele zu nennen.
Die Liste der nachfolgenden Filme enthält solche, die allgemein als dystopisch angesehen werden, da ihre Geschichte eines oder mehrere wesentliche Merkmale enthält, die solchen einer utopischen Gesellschaft diametral entgegenstehen bzw. die oben genannten Merkmale von Dystopien enthalten.

## Politische oder gesellschaftliche Dystopien
Filme, in denen sich die Handlung hauptsächlich um den politischen, gesellschaftlichen oder allgemeinen dystopischen Charakter dreht.
- Metropolis von Fritz Lang (1927)
- 1984 (1956), basierend auf George Orwells Roman 1984
- Der Prozeß (1962), basierend auf Franz Kafkas Roman Der Prozess
- Fahrenheit 451 (1966), basierend auf Ray Bradburys Roman Fahrenheit 451
- Strafpark (1971)
- Der Omega-Mann (1971)
- THX 1138 (1971)
- Lautlos im Weltraum (1972)
- Geburten verboten (1972)
- … Jahr 2022 … die überleben wollen (1973), basierend auf Harry Harrisons Roman New York 1999 (1966)
- Der Schläfer (1973)
- Traumstadt (1973)
- Frankensteins Todesrennen (1975)
- Flucht ins 23. Jahrhundert (1976)
- Sleeping Dogs (1977)
- Die Klapperschlange (1981) sowie die Fortsetzung Flucht aus L.A. (1996)
- Wir (1981) nach dem Roman Wir von Jewgeni Samjatin von 1920
- Malevil (1981) nach dem Roman Malevil von Robert Merle.
- Turkey Shoot (1982), deutsch Insel der Verdammten
- Blade Runner (1982)
- 1984 (1984), basierend auf George Orwells Roman 1984
- Brazil (1985)
- RoboCop (1987)
- Running Man (1987), lose basierend auf Stephen Kings Roman Menschenjagd
- Die Geschichte der Dienerin (1990)
- Class of 1999 (1990)
- Delicatessen (1991)
- Demolition Man (1993)
- Vaterland (1994), basierend auf dem gleichnamigen Roman von Robert Harris
- Judge Dredd (1995), basierend auf dem gleichnamigen Comic
- Harrison Bergeron – IQ Runner (1995)
- Screamers – Tödliche Schreie (1995), basierend auf der Kurzgeschichte „Variante Zwei“ von Philip K. Dick, sowie die Fortsetzung Screamers: The Hunting
- Gattaca (1997)
- Star Force Soldier (1998)
- Megiddo: The Omega Code 2 (1999)
- Jin-Roh (1999)
- Matrix, eine Reihe aus den Filmen
  - Matrix (1999)
  - Matrix Reloaded (2003)
  - Matrix Revolutions (2003)
  - Animatrix (2003)
  - Matrix Resurrections (2021)
- Battle Royale (2000), basierend auf der Erzählung Battle Royale und dem gleichnamigen Manga, sowie die Fortsetzung Battle Royale II: Requiem (2003)
- Equilibrium (2002)
- Minority Report (2002), basierend auf Philip K. Dicks Kurzgeschichte Minority Report
- Code 46 (2003)
- Revengers Tragedy (2003)
- FAQ: Frequently Asked Questions (2004) von Carlos Atanes (2004)
- Ghettogangz – Die Hölle vor Paris (2004) sowie die Fortsetzung Ghettogangz 2 – Ultimatum (2009)
- Æon Flux (2005), lose basierend auf der MTV-Zeichentrickserie mit gleichem Namen
- Die Insel (2005)
- Serenity – Flucht in neue Welten (2005), die Filmfortsetzung der Serie Firefly – Der Aufbruch der Serenity von Joss Whedon
- Ultraviolet (2006)
- V wie Vendetta (2006), basierend auf Alan Moores Comicroman
- A Scanner Darkly – Der dunkle Schirm (2006), basierend auf Philip K. Dicks Roman Der dunkle Schirm
- The Bothersome Man (2006)
- Land of the Blind (2006)
- Idiocracy (2006)
- La Antena (2007)
- Southland Tales (2007)
- City of Ember – Flucht aus der Dunkelheit (2008)
- Babylon A.D. (2008)
- 2012: Doomsday (2008)
- Doomsday – Tag der Rache (2008)
- Dark Planet – Prisoners of Power (2008)
- Death Race (2008)
- 2081 (2009)
- District 9 (2009)
- Gamer (2009)
- Metropia (2009)
- Moon (2009)
- Repo Men (2010)
- Maximale Schande (Maximum Shame) von Carlos Atanes (2010)
- Hobo with a Shotgun (2011)
- Die kommenden Tage (2011)
- Alles, was wir geben mussten (2011)
- In Time – Deine Zeit läuft ab (2011)
- Dredd (2012)
- Looper (2012)
- Total Recall (2012)
- Cloud Atlas (2012)
- Die Tribute von Panem, eine auf dem Buch Die Tribute von Panem – Tödliche Spiele von Suzanne Collins basierende Reihe aus den Filmen
  - Die Tribute von Panem – The Hunger Games (2012)
  - Die Tribute von Panem – Catching Fire (2013)
  - Die Tribute von Panem – Mockingjay Teil 1 (2014)
  - Die Tribute von Panem – Mockingjay Teil 2 (2015)
  - Die Tribute von Panem – The Ballad of Songbirds and Snakes
- The Purge, eine Reihe aus den Filmen
  - The Purge – Die Säuberung (2013)
  - The Purge: Anarchy (2014)
  - The Purge: Election Year (2016)
  - The First Purge (2018)
  - The Forever Purge (2021)
- The Machine (2013)
- Snowpiercer (2013)
- Elysium (2013)
- The Zero Theorem (2013)
- RoboCop (2014)
- Hüter der Erinnerung – The Giver (2014)
- Die Bestimmung, eine Reihe aus den Filmen
  - Die Bestimmung – Divergent (2014)
  - Die Bestimmung – Insurgent (2015)
  - Die Bestimmung – Allegiant (2016)
- The Lobster (2015)
- High-Rise (2015)
- Wo sie ist (2017)
- Aufbruch ins Ungewisse (2017)
- Ghost in the Shell (2017)
- What Happened to Monday? (2017)
- Blade Runner 2049 (2017)
- Hotel Artemis (2018)
- Maze Runner – Die Auserwählten in der Todeszone (2018)
- Mortal Engines: Krieg der Städte (2018)
- Anon (2018)
- Exit (2020)
- Gold – Im Rausch der Gier (2022)
- 1984 (2023)

## Wirtschaftliche Dystopien
Wirtschaftliche Dystopien sind politisch-gesellschaftlichen sehr ähnlich, jedoch besteht die herrschaftliche Gewalt ausübende Instanz aus einem oder mehreren Unternehmen statt Regierungen. In diesen Filmen steht oft wirtschaftlicher Profit als Ziel im Vordergrund.
| Titel                                        | Jahr          | Verweise | Einzelnachweise |
| -------------------------------------------- | ------------- | --- | --------------- |
| The Circle                                   | 2017          | nach den gleichnamigen Roman Der Circle (2013) von Dave Eggers |                 |
| Blade Runner 2049                            | 2017          | |                 |
| Stille Reserven                              | 2016          | |                 |
| Maze Runner – Die Auserwählten im Labyrinth  | 2014          | basiert ebenso wie die beiden Fortsetzungen Maze Runner – Die Auserwählten in der Brandwüste (2015) und Maze Runner – Die Auserwählten in der Todeszone (2018) auf der Buchvorlage Die Auserwählten – Im Labyrinth (2009) von James Dashner, der auch die Vorlagen zu den beiden Fortsetzungen verfasst hat |                 |
| Die Tribute von Panem – The Hunger Games     | 2012          | sowie drei Fortsetzungen bis 2015, die alle auf der dreiteiligen Romanreihe Die Tribute von Panem (2008–2010) von Suzanne Collins basieren |                 |
| Tekken                                       | 2010          | |                 |
| Surrogates – Mein zweites Ich                | 2009          | |                 |
| Metropia                                     | 2009          | |                 |
| Gamer                                        | 2009          | |                 |
| Daybreakers                                  | 2009          | |                 |
| Repo! The Genetic Opera                      | 2008          | |                 |
| Die Insel                                    | 2005          | |                 |
| One Point Zero – Du bist programmiert        | 2004          | |                 |
| I, Robot                                     | 2004          | lose basierend auf Isaac Asimovs Ich, der Robot |                 |
| The Final Cut – Dein Tod ist erst der Anfang | 2004          | |                 |
| Resident-Evil-Filmreihe                      | diverse       | von Paul W. S. Anderson, bestehend aus Resident Evil (2002), Resident Evil: Apocalypse (2004), Resident Evil: Extinction (2007) und Resident Evil: Afterlife (2010), Resident Evil: Retribution (2012) und Resident Evil: The Final Chapter (2016)                                                          |                 |
| Tank Girl                                    | 1995          | basiert auf dem Comic Tank Girl, Autor: Alan Martin, Zeichner: Jamie Hewlett |                 |
| Vernetzt – Johnny Mnemonic                   | 1995          | nach einer Kurzgeschichte von William Gibson |                 |
| Flucht aus Absolom                           | 1994          | |                 |
| Fortress – Die Festung                       | 1993          | |                 |
| Die totale Erinnerung – Total Recall         | 1990          | sowie die Fernsehfortsetzung Total Recall 2070 (1998) |                 |
| Die Geschichte der Dienerin                  | 1990          | nach Margaret Atwoods Der Report der Magd (1985) |                 |
| M.A.R.K. 13 – Hardware                       | 1990          | |                 |
| Akira                                        | 1988          | vielfach ausgezeichnete Verfilmung des Mangas Akira von Katsuhiro Otomo |                 |
| RoboCop                                      | 1987          | sowie die Fortsetzungen RoboCop 2 (1990) und RoboCop 3 (1993) |                 |
| Max Headroom                                 | 1987          | |                 |
| Death Watch – Der gekaufte Tod               | 1980          | |                 |
| Blade Runner                                 | 1982          | basierend auf der Erzählung Träumen Androiden von elektrischen Schafen? von Philip K. Dick |                 |
| Parts: The Clonus Horror                     | 1979          | |                 |
| Alien, Filmserie                             | 1979 bis 2017 | bestehend aus Alien – Das unheimliche Wesen aus einer fremden Welt (1979), Aliens – Die Rückkehr (1986), Alien 3 (1992), Alien – Die Wiedergeburt (1997) sowie den beiden Prequels Prometheus – Dunkle Zeichen (2012) und Alien: Covenant (2017)                                                            |                 |
| Rollerball (1975) und Rollerball (2002)      | 1975 u 2002   | |                 |
| … Jahr 2022 … die überleben wollen           | 1973          | Originaltitel: Soylent Green, basierend auf Harry Harrisons Roman New York 1999 aus dem Jahr 1966 |                 |
| Fahrenheit 451                               | 1966          | basierend auf Ray Bradburys gleichnamigem Roman Fahrenheit 451 (1953) |                 |
| Das zehnte Opfer                             | 1965          | |                 |

## Von Außerirdischen beherrschte Welt
Die folgenden Dystopien unterscheiden sich von allgemeinen dadurch, dass die Menschen/Menschheit durch außerirdische Invasoren unterdrückt werden.
| Titel                                      | Jahr      | Verweise |
| ------------------------------------------ | --------- | --- |
| A Quiet Place                              | 2018      | |
| A Quiet Place 2                            | 2020      | |
| Battlefield Earth – Kampf um die Erde      | 2000      | basierend auf L. Ron Hubbards Roman Kampf um die Erde                                                               |
| Body Snatchers – Angriff der Körperfresser | 1993      | Verfilmungen von Jack Finneys Roman Die Körperfresser kommen                                                        |
| Dark City                                  | 1998      | |
| Die 5. Welle                               | 2016      | |
| Die Dämonischen                            | 1956      | Verfilmungen von Jack Finneys Roman Die Körperfresser kommen                                                        |
| Die dreibeinigen Herrscher                 | 1984–1985 | eine Anknüpfung an Krieg der Welten                                                                                 |
| Die Körperfresser kommen                   | 1978      | Verfilmungen von Jack Finneys Roman Die Körperfresser kommen                                                        |
| Final Fantasy: Die Mächte in dir           | 2001      | |
| Kampf der Welten                           | 1953      | basierend auf dem Roman Der Krieg der Welten von H. G. Wells und gilt als Vorreiter populärer Alien-Invasionsfilme. |
| La planète sauvage                         | 1973      | |
| Oblivion                                   | 2013      | |
| Recyclo Transformers                       | 2007      | |
| Riddick: Chroniken eines Kriegers          | 2004      | |
| Sie leben                                  | 1988      | |
| Titan A.E.                                 | 2000      | |

## Cyberpunk
Cyberpunk ist eine dystopische Richtung der Science-Fiction-Literatur aus den 1980er Jahren. Im Unterschied zu den klassischen Utopien anderer Science-Fiction-Genres ist die Welt des Cyberpunk nicht glänzend und steril-sauber, sondern düster und von Gewalt und Pessimismus geprägt, wobei High-Tech eine große Rolle spielt. Klassische Cyberpunk-Charaktere sind marginalisierte, am Rand der Gesellschaft lebende Personen, deren Leben von rapiden technologischen Eingriffen bestimmt wird.
| Titel                                               | Jahr      | Verweise und Anmerkungen |
| --------------------------------------------------- | --------- | --- |
| 12 Monkeys                                          | 1995      | [ 2 ] |
| A Scanner Darkly                                    | 2006      | Nach dem Roman Der dunkle Schirm von Philip K. Dick (1977)                                                                                       |
| A.I. – Künstliche Intelligenz                       | 2001      | |
| Aachi & Ssipak                                      | 2006      | |
| Alita: Battle Angel                                 | 2019      | basiert auf dem Manga Battle Angel Alita |
| Akira                                               | 1988      | basiert auf dem gleichnamigen Manga Akira von Katsuhiro Otomo                                                                                    |
| Animatrix                                           | 2003      | basiert auf den Matrix Filmen |
| Archive                                             | 2020      | |
| Automata                                            | 2014      | |
| Avalon – Spiel um dein Leben                        | 2001      | |
| Babylon A.D.                                        | 2008      | beruht auf dem Roman Babylon Babies |
| Blackhat                                            | 2015      | [ 5 ] |
| Blade Runner                                        | 1982      | Literarische Vorlage ist der Roman Träumen Androiden von elektrischen Schafen? von Philip K. Dick                                                |
| Blade Runner 2049                                   | 2017      | Fortsetzung des Films Blade Runner, nach einer Buchvorlage von K. W. Jeter                                                                       |
| Brazil                                              | 1985      | Ursprünglich war als Titel „1984 and ½“ vorgesehen – eine Anspielung auf George Orwells berühmten Roman 1984 sowie auf Federico Fellinis Film 8½ |
| Chrysalis – Tödliche Erinnerung                     | 2007      | Als Vorlage diente den Autoren der Horrorfilm Augen ohne Gesicht                                                                                 |
| Code 46                                             | 2003      | |
| Cypher                                              | 2002      | [ 2 ] |
| Dark City                                           | 1998      | [ 2 ] |
| Das fünfte Element                                  | 1997      | Subgenre Biopunk |
| Death Machine                                       | 1995      | |
| Der Rasenmäher-Mann 2 – Beyond Cyberspace           | 1996      | [ 6 ] |
| Die Klapperschlange                                 | 1981      | [ 2 ] |
| Dredd                                               | 2012      | basiert auf der Comicfigur Judge Dredd aus dem britischen Comicmagazin 2000 AD                                                                   |
| Elysium                                             | 2013      | |
| Equilibrium                                         | 2002      | |
| eXistenZ                                            | 1999      | Ähnlich wie in dem Buch Simulacron-3 geht David Cronenberg der Frage nach, wie Realität von sensorischem Input unterschieden werden kann.        |
| Fortress – Die Festung                              | 1993      | |
| Freejack – Geisel der Zukunft                       | 1992      | basiert auf dem 1959 erschienenen Roman Immortality, Inc.                                                                                        |
| Gamer                                               | 2009      | [ 2 ] [ 5 ] |
| Gattaca                                             | 1997      | Subgenre Biopunk |
| Ghost in the Shell                                  | 1995      | basiert auf dem gleichnamigen Manga Ghost in the Shell                                                                                           |
| Ghost in the Shell 2 – Innocence                    | 2004      | basiert auf dem Manga Ghost in the Shell |
| Ghost in the Shell (2017)                           | 2017      | basiert auf dem Manga Ghost in the Shell |
| Hüter der Erinnerung – The Giver                    | 2014      | |
| I.K.U.                                              | 2000      | die Handlung kann als Fortsetzung des amerikanischen Films Blade Runner gesehen werden.                                                          |
| Immortal – New York 2095: Die Rückkehr der Götter   | 2004      | basierend auf den ersten beiden Bänden von Enki Bilals Alexander-Nikopol-Trilogie                                                                |
| Vernetzt – Johnny Mnemonic                          | 1995      | basiert auf der Cyberpunk-Kurzgeschichte Der mnemonische Johnny von William Gibson (Autor der Neuromancer-Trilogie)                              |
| Looper                                              | 2012      | [ 3 ] |
| Matrix                                              | 1999      | zitiert Cyberpunk-Filme wie Blade Runner, Die totale Erinnerung – Total Recall und Brazil.                                                       |
| Matrix Reloaded                                     | 2003      | |
| Matrix Revolutions                                  | 2003      | [ 2 ] |
| Metropolis von Osamu Tezuka                         | 2001      | |
| Minority Report                                     | 2002      | basiert auf der Kurzgeschichte Der Minderheiten-Bericht von Philip K. Dick                                                                       |
| Mute                                                | 2018      | [ 4 ] |
| Natural City                                        | 2003      | deutliche Parallelen zu Ridley Scotts Blade Runner                                                                                               |
| Nirvana                                             | 1997      | |
| One Point Zero – Du bist programmiert               | 2004      | |
| Paprika                                             | 2006      | [ 2 ] |
| Ready Player One                                    | 2018      | basiert auf dem Science-Fiction-Roman Ready Player One von Ernest Cline                                                                          |
| Renaissance                                         | 2006      | [ 3 ] |
| Repo Men                                            | 2010      | |
| RoboCop                                             | 1987      | [ 2 ] [ 4 ] |
| Serenity – Flucht in neue Welten                    | 2005      | [ 2 ] |
| Sleep Dealer                                        | 2008      | |
| Splice – Das Genexperiment                          | 2009      | Subgenre Biopunk |
| Strange Days                                        | 1995      | [ 2 ] [ 4 ] |
| Surrogates – Mein zweites Ich                       | 2009      | basiert auf der gleichnamigen Graphic Novel |
| Tank Girl                                           | 1995      | basiert auf der Comic-Reihe Tank Girl |
| Tetsuo: The Iron Man                                | 1989      | Body-Horror |
| Terminator                                          | 1984      | |
| The 13th Floor – Bist du was du denkst?             | 1999      | Vorlage ist der 1964 erschienene Science-Fiction-Roman Simulacron-3.                                                                             |
| The Zero Theorem                                    | 2013      | [ 3 ] |
| Die totale Erinnerung – Total Recall & Total Recall | 1990/2012 | basiert auf der Kurzgeschichte Erinnerungen en gros von Philip K. Dick                                                                           |
| Tron                                                | 1982      | [ 2 ] [ 5 ] |
| Tron: Legacy                                        | 2010      | Nachfolger von Tron |
| Upgrade                                             | 2018      | [ 3 ] [ 4 ] |
| Videodrome                                          | 1983      | Body-Horror |
| Virtuosity                                          | 1995      | [ 6 ] |
| Welt am Draht                                       | 1973      | Vorlage ist der 1964 erschienene Science-Fiction-Roman Simulacron-3, Drehbuch und Regie Rainer Werner Fassbinder                                 |

## Postapokalyptisch
Postapokalyptische Filme spielen nach einem Ereignis, das große Teile der Menschheit sowie die durch sie aufgebaute Zivilisation vernichtet hat. Alte Gesellschaftsordnungen gelten nicht mehr, oft herrscht ein archaisches System des Stärkeren. Postapokalyptische Erzählungen sind ein dystopisches Subgenre der Science Fiction und Fantasy. Sie unterscheiden sich von Dystopien durch drastische, apokalyptische oder groteske Weltuntergangsszenarien als Extremfall der Dystopie.
| Titel                                               | Jahr | Verweise                                                                    | Einzelnachweise |
| --------------------------------------------------- | ---- | --------------------------------------------------------------------------- | --------------- |
| Five                                                | 1951 |                                                                             |                 |
| Das letzte Ufer                                     | 1959 | sowie das Remake USS Charleston – Die letzte Hoffnung der Menschheit (2000) |                 |
| Die Welt, das Fleisch und der Teufel                | 1959 |                                                                             |                 |
| Panik im Jahre Null                                 | 1962 |                                                                             |                 |
| The Last Man on Earth                               | 1964 |                                                                             |                 |
| The Bed-Sitting Room                                | 1969 |                                                                             |                 |
| Der Omega-Mann                                      | 1971 |                                                                             |                 |
| Genesis II                                          | 1973 |                                                                             |                 |
| Der Junge und sein Hund                             | 1974 |                                                                             |                 |
| Zardoz                                              | 1974 |                                                                             |                 |
| Planet Earth                                        | 1974 |                                                                             |                 |
| The Noah                                            | 1975 |                                                                             |                 |
| New York antwortet nicht mehr                       | 1975 |                                                                             |                 |
| Quintett                                            | 1979 |                                                                             |                 |
| Mad Max                                             | 1979 | sowie die Fortsetzungen in der Mad Max Filmreihe                            |                 |
| Malevil                                             | 1981 |                                                                             |                 |
| Memoiren einer Überlebenden (Memoirs of a Survivor) | 1981 |                                                                             |                 |
| Der Killerparasit                                   | 1982 |                                                                             |                 |
| 2019, After the Fall of New York                    | 1983 |                                                                             |                 |
| Rock & Rule                                         | 1983 |                                                                             |                 |
| Der letzte Kampf                                    | 1983 |                                                                             |                 |
| Das letzte Testament                                | 1983 |                                                                             |                 |
| The Day After – Der Tag danach                      | 1983 |                                                                             |                 |
| Nausicaä aus dem Tal der Winde                      | 1984 |                                                                             |                 |
| Tag Null                                            | 1984 |                                                                             |                 |
| Quiet Earth – Das letzte Experiment                 | 1985 |                                                                             |                 |
| Def-Con 4                                           | 1985 |                                                                             |                 |
| Robot Holocaust                                     | 1986 |                                                                             |                 |
| Cherry 2000                                         | 1987 |                                                                             |                 |
| Hell Comes to Frogtown                              | 1988 |                                                                             |                 |
| Cyborg                                              | 1989 |                                                                             |                 |
| Die Jugger – Kampf der Besten                       | 1989 |                                                                             |                 |
| Ultra Warrior                                       | 1990 |                                                                             |                 |
| 12 Monkeys                                          | 1995 |                                                                             |                 |
| Waterworld                                          | 1995 |                                                                             |                 |
| Tank Girl                                           | 1995 |                                                                             |                 |
| Neon Genesis Evangelion                             | 1995 | sowie die Filme Death and Rebirth und The End of Evangelion (beide 1997)    |                 |
| Postman                                             | 1997 |                                                                             |                 |
| Six-String Samurai                                  | 1998 |                                                                             |                 |
| Titan A.E.                                          | 2000 |                                                                             |                 |
| 28 Days Later                                       | 2002 | sowie die Fortsetzung 28 Weeks Later (2007)                                 |                 |
| Terminator: Die Erlösung                            | 2009 |                                                                             |                 |
| Wolfzeit                                            | 2003 |                                                                             |                 |
| Code 46                                             | 2003 |                                                                             |                 |
| Casshern                                            | 2004 |                                                                             |                 |
| Land of the Dead                                    | 2005 |                                                                             |                 |
| Origin: Spirits of the Past                         | 2006 | (Anime)                                                                     |                 |
| Ultraviolet                                         | 2006 |                                                                             |                 |
| Children of Men                                     | 2006 |                                                                             |                 |
| I Am Legend                                         | 2007 |                                                                             |                 |
| 20 Years After                                      | 2008 |                                                                             |                 |
| Die Stadt der Blinden                               | 2008 |                                                                             |                 |
| City of Ember – Flucht aus der Dunkelheit           | 2008 |                                                                             |                 |
| WALL·E – Der Letzte räumt die Erde auf              | 2008 |                                                                             |                 |
| Attack on Titan                                     | 2009 | (Manga/Anime)                                                               |                 |
| Pandorum                                            | 2009 |                                                                             |                 |
| 9                                                   | 2009 |                                                                             |                 |
| The Road                                            | 2009 |                                                                             |                 |
| The Book of Eli                                     | 2010 |                                                                             |                 |
| Hell                                                | 2011 |                                                                             |                 |
| Endzeit                                             | 2013 |                                                                             |                 |
| Mortal Engines: Krieg der Städte                    | 2015 |                                                                             |                 |
| The Survivalist                                     | 2015 |                                                                             |                 |
| The Girl with All the Gifts                         | 2016 |                                                                             |                 |

## Verschiedenes
Die nachfolgenden Filme enthalten zwar dystopische Elemente, diese spielen in der Handlung gegenüber anderen wie Science-Fiction- oder Thriller-Elementen jedoch nur eine eher untergeordnete Rolle oder sind keiner der oberen Kategorien zuzuordnen.
| Titel                                            | Jahr    | Verweise | Einzelnachweise |
| ------------------------------------------------ | ------- | --- | --------------- |
| Lemmy Caution gegen Alpha 60 (Alphaville)        | 1965    | auch erschienen als Lemmy Caution gegen Alpha 60 |                 |
| Planet der Affen – Filmreihe                     | diverse | basierend auf Pierre Boulles gleichnamigem Roman, bestehend aus den Filmen Planet der Affen (1968), Rückkehr zum Planet der Affen (1970), Flucht vom Planet der Affen (1971), Eroberung vom Planet der Affen (1972), Die Schlacht um den Planet der Affen (1972) und dem Remake Planet der Affen (2003) |                 |
| Das Millionenspiel                               | 1970    | |                 |
| Uhrwerk Orange                                   | 1971    | |                 |
| Welt am Draht                                    | 1973    | |                 |
| Telerop 2009 – Es ist noch was zu retten         | 1974    | Deutsche Science-Fiction-Fernsehserie der ARD |                 |
| Der Mann, der vom Himmel fiel                    | 1976    | |                 |
| Die Warriors                                     | 1979    | |                 |
| Die Stadt der verlorenen Kinder                  | 1995    | |                 |
| Memory Run                                       | 1995    | Regie: Allan A. Goldstein |                 |
| Pleasantville – Zu schön, um wahr zu sein        | 1998    | |                 |
| Encrypt – Der Schlüssel zum Überleben            | 2003    | Originaltitel: Encrypt. Regie: Oscar L. Costo. |                 |
| The Day After Tomorrow                           | 2004    | |                 |
| Invasion                                         | 2007    | |                 |
| Cargo                                            | 2009    | |                 |
| Inception                                        | 2010    | |                 |
| Steins;Gate                                      | 2011    | |                 |
| Oblivion                                         | 2013    | |                 |
| Transcendence                                    | 2014    | |                 |
| Maze Runner – Die Auserwählten im Labyrinth      | 2014    | |                 |
| Maze Runner – Die Auserwählten in der Brandwüste | 2015    | |                 |
| Maze Runner – Die Auserwählten in der Todeszone  | 2018    | |                 |